# کاپرزه میکلانجلو
کاپرزه میکلانجلو (به ایتالیایی: Caprese Michelangelo) یک کومونه در ایتالیا است که در استان آرتزو واقع شده‌است.

## خصوصیات
کاپرزه میکلانجلو ۶۷٫۴۳ کیلومترمربع مساحت و ۱٬۵۵۱ نفر جمعیت دارد و ۶۵۳ متر بالاتر از سطح دریا واقع شده‌است.